# ژاکلین کلازن
ژاکلین کلازن (زادهٔ ۴ فوریهٔ ۱۹۹۴ در دورتموند) بازیکن زن فوتبال اهل کشور آلمان است.وی عضو باشگاه اسن است و در بوندس لیگا بازی میکند.

## پیشه

### باشگاهی
ژاکلین کار خود را از تیم اس جی فونیکس اوینگ و در شهر دورتموند آغاز کرد.پس از آن به باشگاه وی اف بی ۰۸ لونن رفت.بعد از آن به تیم بی وی لونن ۰۵ پیوست.در اواسط سال ۲۰۰۰ به تیم اس جی بکینگ هاوزن رفت.بعد از جدا شدنش از این تیم به عضویت تیم تی اوس نید آدن در آمد و سپس به تیم هامبروخر اس وی پیوست.

### ملی
ژاکلین کلازن کار خود در رده ملی از تیم ملی زیر ۱۹ سال زنان آلمان و در سال ۲۰۱۲ آغاز کرد.وی بعد از آن در سال ۲۰۱۶ به تیم ملی فوتبال زنان آلمان رسید.